# جان آلتون
جان آلتون (به انگلیسی: John Alton) فیلمبردار آمریکایی سینمای هالیوود و برنده جایزه اسکار بهترین فیلمبرداری سال ۱۹۵۱

## فیلمشناسی
- یک آمریکایی در پاریس
- عصر وحشت